# Гренада на Светском првенству у атлетици на отвореном 2022.
Гренада је учествовала на 18. Светском првенству у атлетици на отвореном 2022. одржаном у Јуџину  од 15. до 25. јула, осамнаести пут, односно на свим првенствима до данас. Репрезентацију Гренаде представљала су 3 атлетичара који су се такмичило у 3 дисциплине. , 
На овом првенству Гренада је по броју освојених медаља делила 13. место са 2 освојене медаље (1 златна и 1 сребрна).  У табели успешности према броју и пласману такмичара који су учествовали у финалним такмичењима (првих 8 такмичара) Гренада је са 3 учесника у финалу заузела 24. место са освојених 19 бодова.
| Пл. | Земља   | 1. место | 2. место | 3. место | 4. место | 5. место | 6. место | 7. место | 8. место | Бр. фин. | Бод. |
| --- | ------- | -------- | -------- | -------- | -------- | -------- | -------- | -------- | -------- | -------- | ---- |
| 24. | Гренада | 1        | 1        | 0        | 0        | 1        | 0        | 0        | 0        | 3        | 19   |

## Учесници
Мушкарци:
- Кирани Џејмс — 400 м
- Андресон Питерс — Бацање копља
- Линдон Виктор — Десетобој

## Освајачи медаља (2)

### злато (1)
- Андресон Питерс — Бацање копља

### сребро (1)
- Кирани Џејмс — 400 м

## Резултати

### Мушкарци
| Атлетичар       | Дисциплина   | Лични рекорд | Квалификације | Квалификације | Полуфинале | Полуфинале | Финале   | Финале | Детаљи |
| Атлетичар       | Дисциплина   | Лични рекорд | Резултат      | Место         | Резултат   | Место      | Резултат | Место  | Детаљи |
| --------------- | ------------ | ------------ | ------------- | ------------- | ---------- | ---------- | -------- | ------ | ------ |
| Кирани Џејмс    | 400 м        | 43,74 НР     | 44,94 КВ      | 2. у гр. 5    | 44,74 КВ   | 1. у гр. 2 | 44,48    |        |        |
| Андресон Питерс | Бацање копља | 93,07 НР     | 89,91 КВ      | 1. у гр. Б    |            |            | 90,54    |        |        |

#### Десетобој
| Дисциплина    | Линдон Виктор | Линдон Виктор | Линдон Виктор | Линдон Виктор | Линдон Виктор | Линдон Виктор |
| Дисциплина    | Лич. рек.     | Резултат      | Бод.          | Плас.         | Укупно        | Плас.         |
| ------------- | ------------- | ------------- | ------------- | ------------- | ------------- | ------------- |
| 100 м         | 10,56         | 10,78         | 910           | 8.            | 910           | 8.            |
| Скок удаљ     | 7,56          | 7,26          | 878           | 16.           | 1.786         | 11.           |
| Бацање кугле  | 16,55         | 16,29 ЛРС     | 869           | 1.            | 2.655         | 6.            |
| Скок увис     | 2,09          | 2,02          | 822           | 15.           | 3.477         | 8.            |
| 400 м         | 48,24         | 49,27         | 849           | 11.           | 4.326         | 8.            |
| 110 м препоне | 14,45         | 14,76         | 879           | 17.           | 5.205         | 8.            |
| Бацање диска  | 55,87         | 53,92         | 952           | 2             | 6.157         | 5.            |
| Скок мотком   | 4,92          | 4,80 ЛРС      | 849           | 9.            | 5.345         | 5.            |
| Бацање копља  | 71,56         | 66,20 ЛРС     | 832           | 3.            | 7.838         | 4.            |
| 1.500 м       | 4:43,81       | 4:47,22 ЛРС   | 636           | 14.           | 8.474         | 5.            |
| Десетобој     | 8.539 НР      |               |               |               | 8.474 ЛРС     | 5 / 18 (23)   |